# Marek Daniel
Marek Daniel (ur. 13 września 1971  w Pradze) – czeski aktor teatralny, filmowy i telewizyjny.

## Filmografia
- 2001: Dzikie pszczoły
- 2003: Sex w Brnie
- 2005: Szczęście
- 2008: Mój nauczyciel
- 2009: Protektor
- 2011: Alois Nebel
- 2012: Polski film